# Parfum
Parfum és una sèrie de televisió alemanya de drama psicològic i thriller produïda i emesa pel canal ZDFneo a partir del 14 de novembre de 2018. La sèrie s'inspira en la novel·la El perfum: Història d'un assassí de Patrick Süskind, però està ambientada en l'actualitat.
Netflix va adquirir-ne els drets de transmissió a tot el món fora dels països de parla alemanya. La sèrie es va estrenar a Netflix amb el títol The Perfume el 21 de desembre de 2018. En general, les ressenyes internacionals van ser positives i, per tant, la sèrie es va renovar per una segona temporada.

## Argument
A mitjans anys noranta, sis adolescents d'un internat, quatre nois i dues noies, van desenvolupar la passió pel perfum després de llegir la novel·la de Patrick Süskind. Vint anys després, una de les noies és assassinada i el seu cos es trobat amb mutilacions per captar l'olor humana i crear-ne una potent fragància. Els investigadors Nadja Simon i Matthias Köhler, juntament amb el fiscal Grünberg, amb qui Nadja manté una intensa i turmentada relació, investiga el passat dels cinc antics amics, marcat per la desaparició no resolta d'un nen d'11 anys al mateix internat.

## Repartiment
- Friederike Becht com a la investigadora Nadja Simon.
- Juergen Maurer com l'investigador Matthias Köhler.
- Wotan Wilke Möhring com el fiscal Grünberg.
- August Diehl com a Moritz de Vries.
- Ken Duken com a Roman Seliger.
- Natalia Belitski com a Elena Seliger.
- Christian Friedel com a Daniel "Desdentegat" Sluiter.
- Trystan Pütter com a Thomas Butsche.
- Franziska Brandmeier com a Katharina "K" Läufer.
- Susanne Wuest com a la psiquiatra Lydia Suchanow.
- Marc Hosemann com a Jens Brettschneider.
- Anja Schneider com a Elisabeth Grünberg.
- Leon Blaschke com a Moritz de Vries (adolescent).
- Oskar Belton com a Roman Seliger (adolescent).
- Valerie Stoll com Elena Seliger (adolescent).
- Albrecht Felsmann com a Daniel "Desdentegat" Sluiter (adolescent).
- Julius Nitschkoff com a Thomas Butsche (adolescent).
- Carlotta von Falkenhayn com a Elsie.
- Karl Markovics com el pare de l'Elena Seliger.
- Thomas Thieme com el director de l'internat.

## Episodis
| Núm. d'història | Episodi | Títol                                         | Data d'estrena         | Audiència (a Alemanya) | Quota de mercat (a Alemanya) |  |
| --------------- | ------- | --------------------------------------------- | ---------------------- | ---------------------- | ---------------------------- |  |
| 1               | 1       | "Ambra" (Ambre)                               | 14 de novembre de 2018 | 1,18 milions           | 5,1%                         |  |
|                 |         |                                               |                        |                        |                              |  |
| 2               | 2       | "Skatol" (Escatol)                            | 14 de novembre de 2018 | 0,97 milions           | 6,1%                         |  |
|                 |         |                                               |                        |                        |                              |  |
| 3               | 3       | "Synthese" (Síntesi)                          | 21 de novembre de 2018 | 0,76 milions           | 3,7%                         |  |
|                 |         |                                               |                        |                        |                              |  |
| 4               | 4       | "Die dritte Substanz" (La tercera substància) | 21 de novembre de 2018 | 0,56 milions           | 4,4%                         |  |
|                 |         |                                               |                        |                        |                              |  |
| 5               | 5       | "Herzakkord" (Acord del cor)                  | 28 de novembre de 2018 | 0,5 milions            | 2,4%                         |  |
|                 |         |                                               |                        |                        |                              |  |
| 6               | 6       | "Fesselung" (Servitud)                        | 28 de novembre de 2018 | 0,42 milions           | 3,3%                         |  |